# Castianeira salticina
Castianeira salticina is een spinnensoort uit de familie van de loopspinnen (Corinnidae).
De wetenschappelijke naam van de soort werd in 1874 als Macaria salticina gepubliceerd door Władysław Taczanowski.